# Championnat du monde
Le Championnat du monde est, dans le domaine du sport (ou du jeu), un évènement majeur qui vise à sacrer le meilleur sportif (dans le cas d'épreuves individuelles) ou la meilleure équipe du monde dans sa discipline. Dans certains sports, notamment collectifs, le championnat du monde peut aussi porter l'appellation de Coupe du monde. Cependant, dans d'autres sports, il existe en dehors des championnats du monde une Coupe du monde. Par exemple dans les disciplines de ski, la Coupe du monde concerne les épreuves régulières d'un hiver entier et ne doit donc ni être confondue ni assimilée aux Championnats du monde qui constituent l'évènement majeur qui ponctue la saison.
Les championnats du monde ont lieu à des intervalles différents en fonction des sports et des jeux. Ainsi le championnat du monde de football, communément appelé Coupe du monde de football, a lieu tous les quatre ans. Les championnats du monde d'athlétisme se déroulent tous les deux ans et les championnats du monde de cyclisme ont lieu tous les ans.

## Champions du monde des principaux sports collectifs
| Sport               | Dernière édition | Champion en titre | Vice-champion en titre | Prochaine édition |
| ------------------- | ---------------- | ----------------- | ---------------------- | ----------------- |
| Bandy               | 2023             | Suède             | Finlande               | 2024              |
| Baseball H          | 2023             | Japon             | États-Unis             | 2026              |
| Baseball F          | 2018             | Japon             | Taïwan                 | 2024              |
| Basket-ball H       | 2023             | Allemagne         | Serbie                 | 2027              |
| Basket-ball F       | 2022             | États-Unis        | Chine                  | 2026              |
| Beach handball H    | 2024             | Croatie           | Danemark               | 2026              |
| Beach handball F    | 2024             | Allemagne         | Argentine              | 2025              |
| Beach soccer        | 2024             | Brésil            | Italie                 | 2026              |
| Cricket H           | 2023             | Australie         | Inde                   | 2027              |
| Cricket F           | 2022             | Nouvelle-Zélande  | Angleterre             | 2027              |
| Fistball H          | 2022             | Allemagne         | Suisse                 | 2025              |
| Fistball F          | 2022             | Allemagne         | Suisse                 | 2025              |
| Football H          | 2022             | Argentine         | France                 | 2026              |
| Football F          | 2023             | Espagne           | Angleterre             | 2027              |
| Football américain  | 2015             | États-Unis        | Japon                  | 2025              |
| Football australien | 2023             | Australie         | Nouvelle-Zélande       | 2027              |
| Futsal              | 2024             | Brésil            | Argentine              | 2028              |
| Handball H          | 2025             | Danemark          | Croatie                | 2027              |
| Handball F          | 2023             | France            | Norvège                | 2025              |
| Hockey s/gazon H    | 2023             | Allemagne         | Belgique               | 2026              |
| Hockey s/gazon F    | 2022             | Pays-Bas          | Argentine              | 2026              |
| Hockey s/glace H    | 2025             | États-Unis        | Suisse                 | 2026              |
| Hockey s/glace F    | 2025             | États-Unis        | Canada                 | 2026              |
| Hockey en salle H   | 2023             | Autriche          | Pays-Bas               | 2028              |
| Kayak-Polo H        | 2022             | Allemagne         | Espagne                | 2024              |
| Kayak-Polo F        | 2022             | Allemagne         | France                 | 2024              |
| Kin-ball H          | 2023             | Canada            | Québec                 | 2025              |
| Kin-ball F          | 2023             | Québec            | Canada                 | 2025              |
| Korfbal             | 2023             | Pays-Bas          | Belgique               | 2027              |
| Netball             | 2023             | Australie         | Nouvelle-Zélande       | 2027              |
| Polo                | 2019             | Argentine         | États-Unis             | 2024              |
| Rink hockey H       | 2023             | Portugal          | Espagne                | 2027              |
| Rink hockey F       | 2023             | Portugal          | France                 | 2027              |
| Roller derby H      | 2018             | États-Unis        | Angleterre             | 2025              |
| Roller derby F      | 2018             | États-Unis        | Australie              | 2025              |
| RILH H              | 2023             | États-Unis        | Canada                 | 2025              |
| RILH F              | 2023             | États-Unis        | Canada                 | 2025              |
| Rugby à sept H      | 2023             | Nouvelle-Zélande  | Argentine              | 2025              |
| Rugby à sept F      | 2022             | Australie         | Nouvelle-Zélande       | 2025              |
| Rugby à XIII        | 2021             | Australie         | Samoa                  | 2026              |
| Rugby à XV H        | 2023             | Afrique du Sud    | Nouvelle-Zélande       | 2027              |
| Rugby à XV F        | 2021             | Nouvelle-Zélande  | Angleterre             | 2025              |
| Softball H          | 2022             | Australie         | Canada                 | 2025              |
| Softball F          | 2022             | États-Unis        | Japon                  | 2025              |
| Volley-ball H       | 2022             | Italie            | Pologne                | 2025              |
| Volley-ball F       | 2022             | Serbie            | Brésil                 | 2025              |
| Water polo H        | 2024             | Croatie           | Italie                 | 2025              |
| Water polo F        | 2024             | États-Unis        | Hongrie                | 2025              |

## Liste des championnats du monde

### Aérien (sport)
- Championnats du monde de vol à voile

### Aquathlon
- Championnats du monde d'aquathlon

### Athlétisme
- Championnats du monde d'athlétisme
- Championnats du monde d'athlétisme en salle
- Championnats du monde juniors d'athlétisme
- Championnats du monde de course en montagne
- Championnats du monde de course en montagne longue distance
- Championnats du monde de course en montagne et trail
- Championnats du monde de cross-country
- Championnats du monde de semi-marathon
- Championnats du monde de skyrunning
- Championnats du monde de trail
- Championnats du monde par équipes de marche

### Automobile
- Championnat du monde d'endurance
- Championnat du monde de Formule 1
- Championnat du monde de karting
- Championnat du monde des rallyes
- Championnat du monde de rallyes tout-terrain
- Championnat du monde de rallycross
- Championnat du monde des voitures de tourisme
- Championnat du monde des voitures de Grand tourisme

### Aviron (sport)
- Championnats du monde d'aviron

### Badminton
- Championnats du monde de badminton

### Bandy
- Championnat du monde de bandy

### Baseball
- Coupe du monde de baseball
- Coupe du monde de baseball féminin
- autre : Classique mondiale de baseball

### Basket-ball
- Championnat du monde de basket-ball masculin
- Championnat du monde de basket-ball féminin

### Belote
- Championnat du monde de belote

### Boomerang
- Championnat du monde de boomerang

### Biathlon
- Championnats du monde de biathlon (à ne pas confondre avec la Coupe du monde de biathlon qui s'étale sur une saison entière. Les championnats du monde sont l'évènement majeur de la saison et font partie du calendrier de la coupe du monde)

### Billard
- Championnat du monde de snooker (individuel)
- Coupe du monde de snooker (équipes)
- Championnat du monde de billard français
- Championnat du monde de billard américain
- Championnat du monde de billard anglais

### Bobsleigh
- Championnats du monde de bobsleigh (à ne pas confondre avec la Coupe du monde de bobsleigh des épreuves de la saison régulière)

### Boules lyonnaises
- Championnats du monde de sport boules

### Bowling
- Championnats du monde de bowling

### Boulingrin
- Championnats du monde de boulingrin
- Championnats du monde de boulingrin indoor

### Breakdance
- Championnats du monde de breakdance

### Bridge
- Championnat du monde de bridge

### Canne de combat
- Championnat du monde de Canne de combat

### Canoë-Kayak
- Championnats du monde de marathon (canoë-kayak)
- Championnats du monde de descente (canoë-kayak)
- Championnats du monde de slalom (canoë-kayak)
- Championnats du monde de course en ligne (canoë-kayak)
- Championnat du monde de kayak-polo
- Championnats du monde de rafting

### Catch
L'article détaillé ci-dessous traite des différents championnats de catch (lutte professionnelle).

### Course d'orientation
- Championnat du monde de course d'orientation à Ski
- Championnat du monde de course d'orientation sur Piste
- Championnat du monde de course d'orientation des maîtres
- Championnat du monde de course d'orientation - Juniors
- Championnat du monde de course d'orientation MTB
- Championnats du monde de course d'orientation
- Championnat du monde de course d'orientation en VTT
- Championnat du monde Master d'orientation
- Championnat du monde de course d'orientation à Ski

### Cricket
- Coupe du monde de cricket

### Curling
- Championnat du monde féminin de curling
- Championnat du monde masculin de curling
- Championnat du monde Juniors de curling
- Championnat du monde Seniors de Curling

### Cyclisme
- Championnats du monde de BMX
- Championnats du monde de cyclisme en salle
- Championnats du monde de cyclisme sur piste
- Championnats du monde de cyclisme sur piste juniors
- Championnats du monde de cyclisme sur route
- Championnats du monde de cyclisme sur route juniors
- Championnats du monde de cyclo-cross
- Championnats du monde de VTT (XC et DH)
- Championnats du monde de VTT-Trial

### Dames
- Championnat du monde de dames

### Duathlon
- Championnats du monde de duathlon
- Championnats du monde de duathlon longue distance

### Échecs
- Championnat du monde d'échecs
- Championnat du monde d'échecs féminin
- Championnat du monde d'échecs junior
- Championnat du monde d'échecs de la jeunesse
- Championnat du monde de blitz
- Championnat du monde d'échecs par correspondance
- Championnat du monde d'échecs par équipes
- Championnat du monde d'échecs des ordinateurs
- Championnat du monde d'échecs senior
- Championnat du monde des solutionnistes de problèmes d'échecs
- autre : Olympiade d'échecs

### Équitation
- Championnat du monde de saut d'obstacles (à ne pas confondre avec Coupe du monde de saut d'obstacles)
- Championnat du monde de dressage (à ne pas confondre avec Coupe du monde de dressage)
- Championnat du monde d'attelage
- Championnat du monde d'élevage des jeunes chevaux
- Championnats du monde de sports équestres
- Championnats du monde de TREC
- Championnat du monde de voltige équestre

### Escalade
- Championnats du monde d'escalade

### Escrime
- Championnats du monde d'escrime

### Football
- Coupe du monde de football
- Coupe du monde de football féminin

### Golf
- Coupe du monde de golf

### Gymnastique
- Championnat du monde de gymnastique

### Handball
- Championnat du monde masculin de handball
- Championnat du monde féminin de handball

### Haltérophilie
- Championnats du monde d'haltérophilie

### Hockey sur gazon
- Coupe du monde de hockey sur gazon masculin
- Coupe du monde de hockey sur gazon féminin

### Hockey sur glace
- Championnat du monde de hockey sur glace (de l'IIHF)
- Championnat du monde féminin de hockey sur glace (de l'IIHF)
- Coupe du monde de hockey sur glace (de la Ligue nationale de hockey)

### Hockey en salle
- Coupe du monde masculine de hockey en salle

### Jeu de paume
- Championnats du monde de jeu de paume

### Judo
- Championnats du monde de judo
- autre : Coupe du monde des nations de judo

### Jiu-jitsu brésilien
- Championnats du monde de Jiu-Jitsu

### Karaté
- Championnats du monde de karaté
- Championnats du monde de karaté juniors et cadets

### Kendo
- Championnat du monde de kendo

### Crosse
- Championnat du monde de crosse masculin
- Championnat du monde de crosse féminin

### Luge
- Championnats du monde de luge (à ne pas confondre avec la Coupe du monde de luge des épreuves de la saison régulière)

### Lutte
- Championnats du monde de lutte

### Lutte à corde
- Championnat du monde TWIF en salle de lutte à corde
- Championnat du monde TWIF en plein air de lutte à corde

### Mölkky
- Championnat du monde de Mölkky
- autre : Trophée des Nations

### Motocyclisme
- Championnat du monde de supercross (en)
- Championnats du monde de moto-cross (MX GP et MX2)
- Championnat du monde de trial
- Championnats du monde de trial Indoor (X-Trial)
- Championnat du monde de rallye-raid
- Championnat du monde d'endurance
- Championnat du monde d'enduro (en) (Enduro GP et Enduro 2)
- Championnats du monde de vitesse (MotoGP, Moto2 et Moto 3)
- Championnat du monde side-car
- Championnats du monde de side-car cross
- Championnat du monde de Superbike
- Championnat du monde de Supersport (600cc et 300cc)
- Championnat du monde de Speedway
- Championnats du monde de moto sur glace (en) (Moto sur glace)

### Motonautisme
- Championnat du monde d'endurance (nautisme)

### Natation
- Championnats du monde de natation en petit bassin
- Championnats du monde de natation (course en bassin, course en eau vive, plongeon, natation synchronisée et water polo)
- Coupe du monde FINA de marathon de natation
- Championnat du monde de nage avec palmes
- Championnats du monde FINA masters

### Netball
- Championnat du monde de netball

### Parachutisme
- Championnats du monde de parachutisme
- Championnats du monde de vol relatif
- Championnats du monde de voile contact

### Patinage artistique
- Championnats du monde de patinage artistique

### Patinage de vitesse
- Championnats du monde toutes épreuves de patinage de vitesse.
- Championnats du monde simple distance de patinage de vitesse.
- Championnats du monde de sprint de patinage de vitesse.
- Championnats du monde de short-track (piste courte)

### Pelote basque
- Coupe du monde de pelote basque
- Championnats du monde de pelote basque

### Pétanque
- Championnat du monde de pétanque

### Pentathlon moderne
- Championnats du monde de pentathlon moderne (à ne pas confondre avec la Coupe du monde de pentathlon moderne des épreuves de la saison régulière)

### Polo
- Coupe du monde de polo

### Racquetball
- Championnat du monde IRF racquetball

### Rink hockey
- Championnat du monde de rink hockey féminin
- Championnat du monde de rink hockey masculin

### Roller in line hockey
- Championnat du monde de roller in line hockey FIRS
- Championnat du monde de roller in line hockey féminin FIRS
- Championnat du monde de roller in line hockey IIHF

### Rugby à sept
- Coupe du monde de rugby à sept

### Rugby à XIII
- Coupe du monde de rugby à XIII

### Rugby à XV
- Coupe du monde de rugby à XV
- Coupe du monde féminine de rugby à XV

### Sauvetage aquatique
- Championnat du monde de sauvetage aquatique

### Salsa
- Championnats du monde de salsa

### Scrabble
- Championnats du monde de Scrabble francophone
- Championnat du monde de Scrabble anglophone
- Championnat du monde de Scrabble hispanophone

### Ski
- Championnats du monde de ski sur herbe
- Championnats du monde de ski alpin (à ne pas confondre avec la Coupe du monde de ski alpin des épreuves de la saison régulière)
- Championnats du monde de ski nordique :
  - Championnat du monde de combiné  nordique (à ne pas confondre avec la Coupe du monde de combiné nordique)
  - Championnats du monde de saut à ski (à ne pas confondre avec la Coupe du monde de saut à ski)
  - Championnat du monde de ski de fond (à ne pas confondre avec la Coupe du monde de ski de fond)
- Championnats du monde de ski acrobatique
- Championnats du monde de ski-alpinisme
- Championnats du monde de vol à ski
- Championnats du monde de snowboard (à ne pas confondre avec la Coupe du monde de snowboard)

### Ski nautique
- Championnats du monde de ski nautique

### Softball
- Championnat du monde de softball féminin
- Championnat du monde de softball masculin

### Squash
- Championnats du monde de squash
- Championnat du monde de squash hommes par équipes
- championnat du monde de squash femmes par équipes
- Championnat du monde de squash en doubles

### Surf
- Championnats du monde ISA de kneeboard
- Championnats du monde de surf professionnel
- Championnats du monde de surf semi-professionnel

### Tennis
- autre : Coupe Davis (messieurs)
- autre : Coupe de la Fédération (dames)

### Taekwondo
- Coupe du monde de taekwondo par équipes
- Championnats du monde de taekwondo

### Tennis de table
- Championnats du monde de tennis de table (en simple)
- Championnats du monde de tennis de table par équipes

### Tir
- Championnats du monde de tir

### Tir à l'arc
- Championnats du monde de tir à l'arc
- Championnats du monde de tir à l'arc sur cible en salle
- Championnat du monde de tir à l'arc en campagne

### Trampoline
- Championnats du monde de trampoline

### Triathlon
- Championnats du monde de triathlon (à ne pas confondre avec la Coupe du monde de triathlon)
- Championnats du monde de triathlon longue distance
- Championnats du monde de triathlon cross
- Championnats du monde de Xterra triathlon
- Championnats du monde de triathlon Ironman
- Championnats du monde de triathlon Ironman 70.3

### Ultimate
- Championnats du monde d'ultimate des nations
- Championnats du monde d'ultimate des clubs

### Voile
- Championnats du monde de voile (à ne pas confondre avec la Coupe du monde de voile)

### Vol à voile
- Championnats du monde de vol à voile

### Vol libre
- Championnats du monde de vol libre

### Volley-ball
- Championnats du monde de beach volley
- Championnat du monde de volley-ball féminin
- Championnat du monde de volley-ball masculin
- autre : Coupe du monde de volley-ball masculin
- autre : Coupe du monde de volley-ball féminin

### Water polo
- Championnat du monde de water polo
- Championnat du monde de water polo féminin
- autre : Coupe du monde de water polo
- autre : Coupe du monde de water polo féminin

### Wushu
- Championnat du monde de wushu